# Скаленге
Скаленге, Скаленґе (італ. Scalenghe, п'єм. Scalenghe) — муніципалітет в Італії, у регіоні П'ємонт,  метрополійне місто Турин.
Скаленге розташоване на відстані близько 530 км на північний захід від Рима, 26 км на південний захід від Турина.
Населення — 3343 особи (2014).
Покровитель — Corpi Santi.

## Демографія
Населення за роками:

Станом на 1 січня 2023 року в муніципалітеті офіційно проживали 222 іноземці з 24 країн, серед них 132 громадяни країн Євросоюзу та 3 громадяни України.

## Сусідні муніципалітети
- Айраска
- Буріаско
- Кастаньоле-П'ємонте
- Черченаско
- Ноне
- Пінероло
- Пішина